# Колта
Колта (слч. Kolta, мађ. Kolta) насељено је мјесто са административним статусом сеоске општине (слч. obec) у округу Нове Замки, у Њитранском крају, Словачка Република.

## Становништво
| Година:    | 1994. | 2004.   | 2014.   | 2024.   |
| ---------- | ----- | ------- | ------- | ------- |
| Број људи: | 1482  | 1467    | 1330    | 1237    |
| Разлика:   |       | -1,01 % | -9,33 % | -6,99 % |

| Година:    | 2023. | 2024.   |
| ---------- | ----- | ------- |
| Број људи: | 1236  | 1237    |
| Разлика:   |       | +0,08 % |

Према подацима о броју становника из 2011. године насеље је имало 1.402 становника.